# Њујоршки плавци (8. сезона)
Њујоршки плавци је америчка телевизијска полицијска серија смештена у Њујорку која приказује унутрашње и спољашње борбе измишљене 15. станице на Менхетну.
Сезона 8 је емитована од 9. јануара до 22. маја 2001. године.

## Опис
У осмој сезони је Фенси унапређен у капетана у 13. епизоди, а Дајен је отишла из одељења због жалости за својим мужем, Бобијем у 18. епизоди. Фенсија је заменио Есаи Моралес као Тони Родригез у 14. епизоди. ПОТ Валери Хејвуд је стигла у одељење као нови ПОТ у 3. епизоди, а постала је стални члан у 11. епизоди. Шарлот Рос као Кони Макдауел се придружила одељењу у 9. епизоди, а постала је стални члан у 12. епизоди. На крају 8. сезоне, после разговора са Родригезом, Соренсон одлази на тајни задатак, али нестаје након што је стриптизета пронађена мртва у његовом стану.

## Улоге

### Главне
- Денис Франц као Енди Сиповиц
- Рик Шродер као Дени Соренсон
- Џејмс МекДенијел као Артур Фенси (Епизоде 1-13)
- Ким Дилејни као Дајен Расел-Симон (Епизоде 1-18)
- Гордон Клап као Грег Медавој
- Бил Брочрап као ЛАП Џон Ирвин
- Хенри Симонс као Болдвин Џоунс
- Гарсел Бјува као ПОТ Валери Хејвуд (Епизоде 11-20)
- Шарлот Рос као Кони Макдауел (Епизоде 12-20)
- Есаи Моралес као Тони Родригез (Епизоде 14-20)

### Епизодне
- Гарсел Бјува-Нилон као ПОТ Валери Хејвуд (Епизоде 3-10)
- Шарлот Рос као Кони Макдауел (Епизоде 9 и 11)
- Есаи Моралес као Тони Родригез (Епизода 13)
- Џон Ф. О'донохју као Еди Гибсон (Епизоде 6, 10-11, 13-14)

## Епизоде
| Бр. у серији | Бр. у сезони | Наслов                            | Редитељ        | Сценариста                             | Емитовање         |
| --- | ------------ | --------------------------------- | -------------- | -------------------------------------- | ----------------- |
| 155 | 1            | Без Дејва у Њујорку               | Марк Тинкер    | Бил Кларк, Џоди Ворт, Мат Олмстед      | 9. јануар 2001.   |
| Сиповиц мисли да је изглед његовог сина Теа знак да је болестан, али остали не мисле тако. У међувремену детективи су одбрамбени на сведочењу за Унутрашње афере о Киркендалином наводном учествовању у активности бившег мужа. Дајен је још једном принуђена да ради са Харијем Денбијем у намери да потврди приче Џил Киркендал. Соренсон, забринут за Дајен, жели да се суочи са Денбијем о њеном понашању, али његово понашање доводи свађу између њега и Мери, али и до изненађујућег решења између њега и Дајен.                                   |              |                                   |                |                                        |                   |
| 156 | 2            | Буђење је тешко                   | Стивен ДеПол   | Бил Кларк, Џоди Ворт                   | 16. јануар 2001.  |
| Ендијево понашање се мења када чује вести о Теу, али се прави луд док помаже Грегу и Болдвину да реше случај серијских убистава у таксијима која су повезана са дилером оружја. Дајен се противи Харију због случаја Дона Киркендала, а док су његове информације бескорисне (исто као и "помоћ" Реја ДиСалва, пријатеља покојног Бобија Симона), на списак Донових непријатеља доспевају и детективи и Хари. |              |                                   |                |                                        |                   |
| 157 | 3            | Франкова, драга моја, боли ме уво | Марк Тинкер    | Бил Кларк, Мат Олмстед                 | 23. јануар 2001.  |
| Када је полицајка упуцана док је звала помоћ, њен муж, капетан у јединици, окривљава њеног партнера што је напустио положај и тражи личну освету. Нова помоћница окружног тужиоца долази да помогне на случају. У међувремену Соренсон мора да направи важне одлуке у свом личном животу, што су лоше вести за Мери Франко, а можда добре за Дајен. Напомена: Прва појава ПОТ Валери Хејвуд. |              |                                   |                |                                        |                   |
| 158 | 4            | Породичне везе                    | Боб Доерти     | Бил Кларк, Баз Бисинџер                | 30. јануар 2001.  |
| Брутално силовање туристкиње у њеној хотелској соби можда не изгледа као насумични напад, док се ЛАП Џон суочава са фобијом од малих људи на различитим случајевима у истом хотелу. У међувремену Соренсон покушава да реши нешто са Ендијем преко односа са Дејан, која доноси тешку одлуку која слама Денија. |              |                                   |                |                                        |                   |
| 159 | 5            | Руске будале                      | Фарел Џејн Луи | Бил Кларк, Џонатан Лиско               | 6. фебруар 2001.  |
| Детективи сумњају у алиби Рускиње када је њен муж пронађен како плута Источном Реком, а Медавојево ограничено разумевање кинеског долази под руку када ппомогне имигрантској породици да пронађе свог отетог рођака. У међувремену Дајен је емоционално збуњена о раскиду са Денијем. |              |                                   |                |                                        |                   |
| 160 | 6            | Писање грешака                    | Стивен ДеПол   | Стивен Бочко, Бил Кларк, Т. Џ. Инглиш  | 13. фебруар 2001. |
| Средњошколкини тајни есеји би могли да доведу детективе до њеног убице, али Дајен Расел открива да је девојчин тајни живот посебно узнемирујућ. Упркос личном болу, Соренсон показује саосећање и стрпљење према бескућнику који је сведок убиства. У међувремену, док Енди поново улази у свет састанчења, сукобљава се са једним самохраним родитељем: да би нашао бебиситерку. |              |                                   |                |                                        |                   |
| 161 | 7            | Родбина, одметници                | Џејк Полтро    | Стивен Бочко, Бил Кларк, Т. Џ. Инглиш  | 20. фебруар 2001. |
| Дени Соренсон се осећа личну кривицу када је бескућник кога је покушао да заштити пуштен из притвора и после убијен. Његова фрустрација доводи до свађе са колегама, али наставља гоњење бескућниковог убице. Очигледно саммоубиство повезано са Харијем Денбијем открива Денијеву злу страну, али доводи до сукоба између њега и Дајен. Енди има још један састанак са Синтијом Гибсон у коме изгледа обоје уживају. |              |                                   |                |                                        |                   |
| 162 | 8            | Раселманија                       | Карен Гавиола  | Бил Кларк, Џоди Ворт                   | 27. фебруар 2001. |
| Очигледно самоубиство од пре недељу дана доводи још једном до бившег полицајца Харија Денбија. Овог пута догађаји би могли да доведу до коначног решења између Денбија и Дајен Расел. У међувремену бес и деструкција Денија Соренсона доводе до уништавања случаја дуплог убиства и принуде поручника Фенсија да га натера да се смири. Убрзо након тога одељење и Енди одводе Денија кући који је зезнуо ствар. |              |                                   |                |                                        |                   |
| 163 | 9            | О, варварине                      | Марк Тинкер    | Бил Кларк, Мат Олмстед                 | 6. март 2001.     |
| Три тинејџера Готичара су умешана у убадање на током ноћне журке, а Енди покушава да реши случај који је Сорсенсон замало уништио. У међувремену Дајен добија нову партнерку Кони Макдауел која долази да замени проблематичног Денија. Напомена: Прва појава Кони Макдауел. |              |                                   |                |                                        |                   |
| 164 | 10           | У мирној ноћи                     | Боб Доерти     | Бил Кларк, Александра Канингам         | 13. март 2001.    |
| Сиповиц и потпуно опорављени соренсон раде да помогну рођаку позорника чија је нарав довела позорника у проблем, а остатак детектива раде на нападу на жену капетана Баса. У међувремену се романса распламсава и Сиповиц проводи све више времена са Синтијом, а Болдвин иде на састанак. |              |                                   |                |                                        |                   |
| 165 | 11           | Воајерчић                         | Мајкл Воткинс  | Бил Кларк, Виктор Бумбало              | 20. март 2001.    |
| Сиповицева подељена одлука доводи његову каријеру у питање, сем ако жртва не потврди причу, а Дајен и Дени се удружују да би пронашли доказе за Ендија. У међувремену силовање у кафани доводи до узнемирујућих открића који доводе детективку Макдауел ближе случају и проналазе јој дом у 15-тој. |              |                                   |                |                                        |                   |
| 166 | 12           | Гробница зачаране вечери          | Џон Трејси     | Бил Кларк, Баз Мисинџер                | 27. март 2001.    |
| Енди Сиповиц има невероватан одговор када чује вести да поручник Фенси одлази из 15-те станице. У међувремену детективке Расел и Макдауел крећу у потрагу врло приватних делова тела које би повезале са власником, а док Сиповиц и Соренсон истражују оно што изгледа као мафијашко погубљење, њихов осумњичени их доводи до дуго нерешеног случаја дроге и убиства. |              |                                   |                |                                        |                   |
| 167 | 13           | Лет за Фенсија                    | Кевин Хукс     | Бил Кларк, Џонатан Лиско               | 3. април 2001.    |
| Док се поручник Фенси сели на своју нову позицију капетана, туга се шири међу детективима из 15-те станице компонујући брбљањем о његовој наследници, леденој детективки. А онда, као одговор на њихове молитве, детективка одлази, а детективи једва чекају детаље о новом кандидату који ће да седне у канцеларију њиховог вољеног Фенсија. У међувремену, тинејџерка имигранткиња са проблематичном прошлошћу је убијена, а осумњичених је много. Напомена: Последња појава Артура Фенсија. Прва појава Тонија Родригеза.                             |              |                                   |                |                                        |                   |
| 168 | 14           | Нос и нос                         | Стивен ДеПол   | Бил Кларк, Џоди Ворт                   | 10. април 2001.   |
| Сиповиц тражи бившег полицајца алкохоличара чија је ћерка убијена, а поручник Родригез упада када детективи из друге станице покушају да преузму истрагу. У међувремену, усвом приватном животу, Сиповиц се бори са везом са Синтијом и пита своју бившу жену Кејти за савет. |              |                                   |                |                                        |                   |
| 169 | 15           | Љубав боли                        | Рик Валас      | Бил Кларк, Харолд Силвестер            | 17. април 2001.   |
| Када је полицајац упуцан, детективи покрећу велику истрагу и откривају да, са његовим социјалним животом, његово убиство и није насумично како се чини. У међувремену Медавој са добрим намерама помаже власнику једне продавнице, а Сиповиц напада Родригеза који је искористио бивше везе да добије признање од осумњиченог. |              |                                   |                |                                        |                   |
| 170 | 16           | Сви у базен                       | Марк Тинкер    | Бил Кларк, Николас Вутон               | 24. април 2001.   |
| Када жртвина тврдња да је била отета не попије воду, она оптужује Сиповица и Соренсона за хомофобију. Џоунс пати због оптужби родитељ тинејџера који је убио кинеског достављача да је издајник своје расе. Дајенино пријатељство са доктором који је лечио њеног покојног мужа постаје јавно знање у станици, а Енди покушава да се помири са великим променама у свом животу и да се стабилизује због Теа. |              |                                   |                |                                        |                   |
| 171 | 17           | Умрети за сведочење               | Денис Вајт     | Бил Кларк, Мат Олмстед                 | 1. мај 2001.      |
| Када ПОТ Валери Хејвуд затреба помоћ у проналажењу сведока, она се обраћа Макдауеловој и Раселовој. Зачудо њих две налазе сведока и све је добро док се сведок не појави на суду. Три жене су у опасности, што изазива још више бола када сведок нестане опет пре сведочења. Развој догађаја натера Валери да се суочи са Болдвином Џоунсом. Енди и Дени покушавају да натерају гадног осумњиченог да призна убиство тако да сведок не мора да сведочи.                                                                                                  |              |                                   |                |                                        |                   |
| 172 | 18           | Изгубљено време                   | Боб Доерти     | Бил Кларк, Баз Мисинџер                | 8. мај 2001.      |
| Још тугујући за својим покојним мужем и оманулом везом са Денијам, Дајен Расел прави драматичан корак и напушта посао да би се вратила приватном животу. Али због начина на који напушта колеге, поготово Соренсона, осећа се утучено и збуњено. У међувремену Медавој и Сиповиц крећу да ухвате пар пљачкаша који циљају старије, а Енди се отворено пита да ли је поновно венчавање са бившом женом доба идеја. Дени упознаје стриптизету док је радио на случају дуплог убиства и изгледа је пао на њу. Напомена: Последња стална појава Дајен Расел. |              |                                   |                |                                        |                   |
| 173 | 19           | Тајни задаци                      | Дона Дич       | Бил Кларк, Александра Канингам         | 15. мај 2001.     |
| Упркос незаодвољству свог партнера Ендија Сиповица, Соренсон се губи у својој вези са Кристин, стриптизетом. Чад доводи и себе у опасност покушавајући да је заштити у тучи. У међувремену Енди и Кејти размишљају о одлуци о свом браку, док Болдвин контролише своју нарав радећи на случају где је жена претучена, а њен мужа убијен без разлога. |              |                                   |                |                                        |                   |
| 174 | 20           | У ветру                           | Марк Тинкер    | Стивен Бочко, Бил Кларк, Џонатан Лиско | 22. мај 2001.     |
| Сви страхују од најгорег када је Соренсон нестао, а Кристин, стриптизета, пронађена мртва у његовом стану. Док детективи верују да он није убијен, забринутост и страх код детектива замагљује истрагу. Поручник Родригез помеж одељењу да се сконцентрише и затвори случај у који еу умешани хомосексуалац и свештеникова жена. Напомена: Последња појава Денија Соренсона. |              |                                   |                |                                        |                   |